# Věřňovice

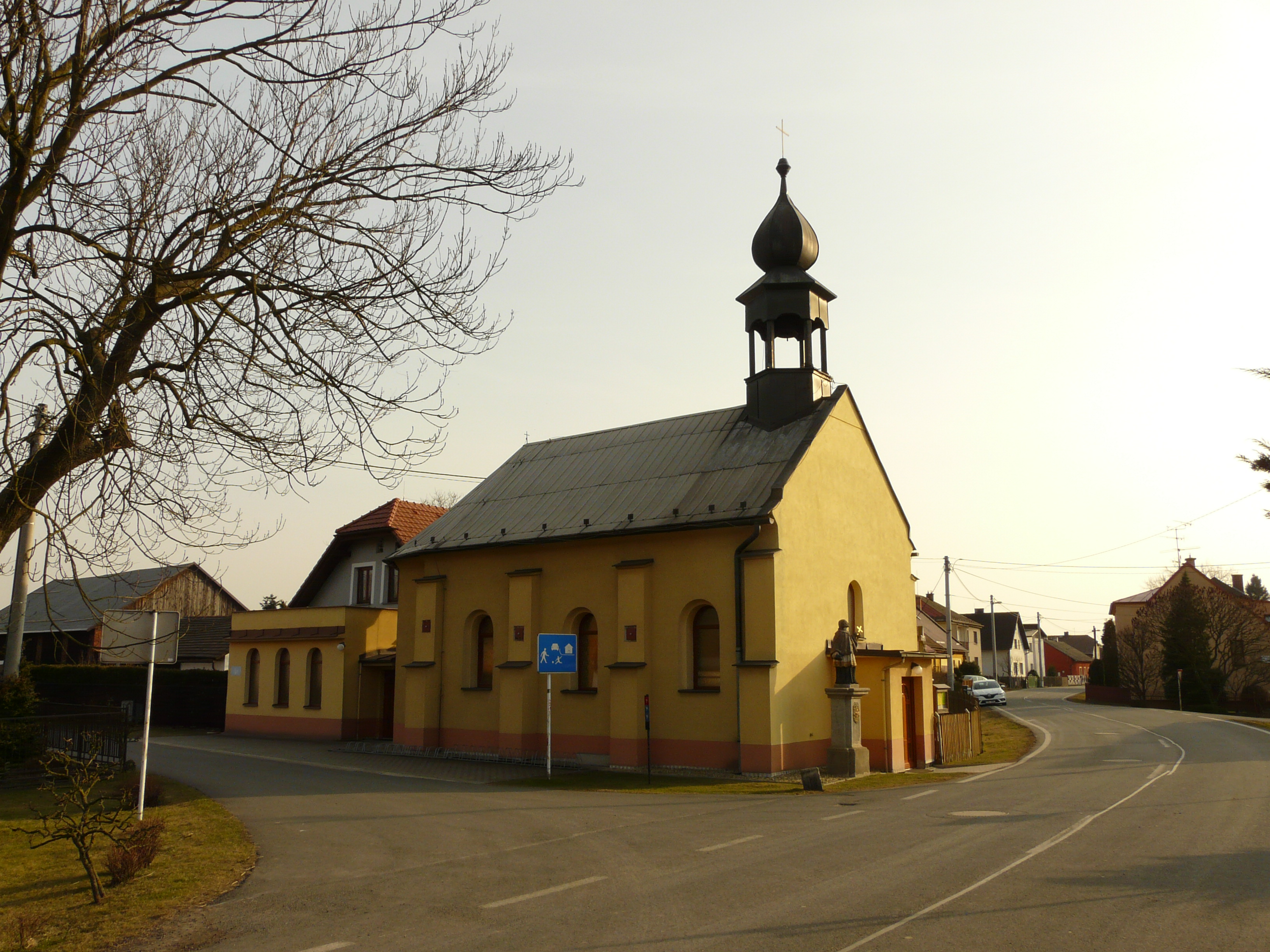

Věřňovice es un pueblo en el Distrito de Karviná, Región de Moravia-Silesia, República Checa. Era un municipio separado pero se convirtió administrativamente una parte de Dolní Lutyně en 1975. Se encuentra en la frontera con Polonia, en la región histórica de Cieszyn Silesia.
El Río Olza fluye a lo largo del pueblo. Parte del río con sus aluviones y alrededores es un entorno único, con un equilibrio de naturaleza frágil. 